# 2. Bundesliga 2019–20
Bundesliga 2 2019–20 là mùa giải lần thứ 46 của Bundesliga 2. Giải đấu được bắt đầu vào ngày 26 tháng 7 năm 2019 và kết thúc vào ngày 17 tháng 5 năm 2020.
Sau khi được thử nghiệm vào mùa giải trước, trợ lý trọng tài video (VAR) sẽ được chính thức áp dụng lần đầu từ mùa giải này.

## Danh sách đội tham dự

### Danh sách thay đổi của các đội
| Thăng hạng từ 2018–19 3. Liga               | Xuống hạng từ 2018–19 Bundesliga         | Thăng hạng đến 2019–20 Bundesliga    | Xuống hạng đến 2019–20 3. Liga             |
| ------------------------------------------- | ---------------------------------------- | ------------------------------------ | ------------------------------------------ |
| VfL Osnabrück Karlsruher SC Wehen Wiesbaden | VfB Stuttgart Hannover 96 1. FC Nürnberg | 1. FC Köln SC Paderborn Union Berlin | FC Ingolstadt 1. FC Magdeburg MSV Duisburg |

### Sân vận động và địa điểm
| Đội                | Thành phố       | Sân vận động                   | Sức chứa |
| ------------------ | --------------- | ------------------------------ | -------- |
| Erzgebirge Aue     | Aue-Bad Schlema | Sparkassen-Erzgebirgsstadion   | 15.711   |
| Arminia Bielefeld  | Bielefeld       | Schüco-Arena                   | 27.300   |
| VfL Bochum         | Bochum          | Ruhrstadion                    | 29.299   |
| Darmstadt 98       | Darmstadt       | Merck-Stadion am Böllenfalltor | 17.000   |
| Dynamo Dresden     | Dresden         | Rudolf-Harbig-Stadion          | 32.066   |
| Greuther Fürth     | Fürth           | Sportpark Ronhof Thomas Sommer | 18.500   |
| Hamburger SV       | Hamburg         | Volksparkstadion               | 57.000   |
| Hannover 96        | Hanover         | HDI-Arena                      | 49.000   |
| 1. FC Heidenheim   | Heidenheim      | Voith-Arena                    | 15.000   |
| Karlsruher SC      | Karlsruhe       | Wildparkstadion                | 29.699   |
| Holstein Kiel      | Kiel            | Holstein-Stadion               | 15.034   |
| 1. FC Nürnberg     | Nuremberg       | Max-Morlock-Stadion            | 49.923   |
| VfL Osnabrück      | Osnabrück       | Stadion an der Bremer Brücke   | 16.667   |
| Jahn Regensburg    | Regensburg      | Continental Arena              | 15.224   |
| SV Sandhausen      | Sandhausen      | BWT-Stadion am Hardtwald       | 15.414   |
| FC St. Pauli       | Hamburg         | Millerntor-Stadion             | 29.546   |
| VfB Stuttgart      | Stuttgart       | Mercedes-Benz Arena            | 60.449   |
| SV Wehen Wiesbaden | Wiesbaden       | BRITA-Arena                    | 12.250   |

### Nhân sự và trang phục
| Đội                | Huấn luyện viên     | Đội trưởng       | Trang phục   | Tài trợ áo đấu                                        |
| ------------------ | ------------------- | ---------------- | ------------ | ----------------------------------------------------- |
| Erzgebirge Aue     | Daniel Meyer        | Martin Männel    | Nike         | WätaS Wärmetauscher Sachsen                           |
| Arminia Bielefeld  | Uwe Neuhaus         | Julian Börner    | Joma         | Schüco, JAB Anstoetz Textilien1                       |
| VfL Bochum         | Robin Dutt          | Stefano Celozzi  | Nike         | Tricorp Workwear, Viactiv Betriebskrankenkasse1       |
| Darmstadt 98       | Dimitrios Grammozis | Fabian Holland   | Craft        | Software AG, ROWE Mineralölwerk1                      |
| Dynamo Dresden     | Cristian Fiél       | Marco Hartmann   | Craft        | Feldschlößchen, AOK Plus1                             |
| Greuther Fürth     | Stefan Leitl        | Marco Caligiuri  | Hummel       | Hofmann Personal, BVUK – Gruppe Unternehmensberatung1 |
| Hamburger SV       | Dieter Hecking      | Aaron Hunt       | Adidas       | Emirates, Popp Feinkost1                              |
| Hannover 96        | Mirko Slomka        | Marvin Bakalorz  | Macron       | Heinz von Heiden, HDI1                                |
| 1. FC Heidenheim   | Frank Schmidt       | Marc Schnatterer | Nike         | Hartmann Gruppe, Voith1                               |
| Karlsruher SC      | Alois Schwartz      | David Pisot      | Macron       | Klaiber Markisen                                      |
| Holstein Kiel      | André Schubert      | Dominik Schmidt  | Puma         | Famila, Lotto Schleswig-Holstein1                     |
| 1. FC Nürnberg     | Damir Canadi        | Hanno Behrens    | Umbro        | Nürnberger Versicherung, Godelmann Betonstein1        |
| VfL Osnabrück      | Daniel Thioune      | Marc Heider      | Puma         | sunmaker                                              |
| Jahn Regensburg    | Mersad Selimbegović | Marco Grüttner   | Saller       | Netto, Dallmeier electronic1                          |
| SV Sandhausen      | Uwe Koschinat       | Denis Linsmayer  | Puma         | Verivox, BWT1                                         |
| FC St. Pauli       | Jos Luhukay         | Bernd Nehrig     | Under Armour | Congstar, Astra Brauerei1                             |
| VfB Stuttgart      | Tim Walter          |                  | Jako         | Mercedes-Benz Bank                                    |
| SV Wehen Wiesbaden | Rüdiger Rehm        | Sebastian Mrowca | Nike         | Brita                                                 |

### Thay đổi huấn luyện viên
| Đội             | Huấn luyện viên rời đội | Nguyên nhân               | Ngày rời đội        | Ngày rời đội        | Vị trí trên BXH       | Huấn luyện viên đến | Ngày đến            | Ngày đến           | TK            |
| Đội             | Huấn luyện viên rời đội | Nguyên nhân               | Ngày thông báo      | Ngày chính thức     | Vị trí trên BXH       | Huấn luyện viên đến | Ngày thông báo      | Ngày chính thức    | TK            |
| --------------- | ----------------------- | ------------------------- | ------------------- | ------------------- | --------------------- | ------------------- | ------------------- | ------------------ | ------------- |
| Jahn Regensburg | Achim Beierlorzer       | Chuyển sang 1. FC Köln    | 13 tháng 5 năm 2019 | 30 tháng 6 năm 2019 | Vị trí cuối mùa trước | Mersad Selimbegović | 31 tháng 5 năm 2019 | 1 tháng 7 năm 2019 | [ 5 ] [ 6 ]   |
| 1. FC Nürnberg  | Boris Schommers         | Hết hạn tạm quyền         | 14 tháng 5 năm 2019 | 30 tháng 6 năm 2019 | Vị trí cuối mùa trước | Damir Canadi        | 19 tháng 5 năm 2019 | 1 tháng 7 năm 2019 | [ 7 ] [ 8 ]   |
| Hamburger SV    | Hannes Wolf             | Bị sa thải                | 17 tháng 5 năm 2019 | 30 tháng 6 năm 2019 | Vị trí cuối mùa trước | Dieter Hecking      | 29 tháng 5 năm 2019 | 1 tháng 7 năm 2019 | [ 9 ] [ 10 ]  |
| Holstein Kiel   | Tim Walter              | Chuyển sang VfB Stuttgart | 20 tháng 5 năm 2019 | 30 tháng 6 năm 2019 | Vị trí cuối mùa trước | André Schubert      | 16 tháng 5 năm 2019 | 1 tháng 7 năm 2019 | [ 11 ] [ 12 ] |
| VfB Stuttgart   | Nico Willig             | Hết hạn tạm quyền         | 20 tháng 5 năm 2019 | 30 tháng 6 năm 2019 | Vị trí cuối mùa trước | Tim Walter          | 20 tháng 5 năm 2019 | 1 tháng 7 năm 2019 | [ 11 ]        |
| Hannover 96     | Thomas Doll             | Bị sa thải                | 28 tháng 5 năm 2019 | 30 tháng 6 năm 2019 | Vị trí cuối mùa trước | Mirko Slomka        | 28 tháng 5 năm 2019 | 1 tháng 7 năm 2019 | [ 13 ]        |

## Số đội theo bang
| Vị trí | Bang                   | Số đội | Đội                                                             |
| ------ | ---------------------- | ------ | --------------------------------------------------------------- |
| 1      | Baden-Württemberg      | 4      | 1. FC Heidenheim, Karlsruher SC, SV Sandhausen và VfB Stuttgart |
| 2      | Bavaria                | 3      | Greuther Fürth, 1. FC Nürnberg và Jahn Regensburg               |
| 3      | Hamburg                | 2      | Hamburger SV và FC St. Pauli                                    |
| 3      | Hesse                  | 2      | Darmstadt 98 và Wehen Wiesbaden                                 |
| 3      | Lower Saxony           | 2      | Hannover 96 và VfL Osnabrück                                    |
| 3      | North Rhine-Westphalia | 2      | VfL Bochum và Arminia Bielefeld                                 |
| 3      | Saxony                 | 2      | Erzgebirge Aue và Dynamo Dresden                                |
| 8      | Schleswig-Holstein     | 1      | Holstein Kiel                                                   |

## Bảng xếp hạng
| VT | Đội                      | ST | T  | H  | B  | BT | BB | HS  | Đ  | Giành quyền tham dự hoặc xuống hạng |
| -- | ------------------------ | -- | -- | -- | -- | -- | -- | --- | -- | ----------------------------------- |
| 1  | Arminia Bielefeld (C, P) | 34 | 18 | 14 | 2  | 65 | 30 | +35 | 68 | Thăng hạng đến Bundesliga           |
| 2  | VfB Stuttgart (P)        | 34 | 17 | 7  | 10 | 62 | 41 | +21 | 58 | Thăng hạng đến Bundesliga           |
| 3  | 1. FC Heidenheim         | 34 | 15 | 10 | 9  | 45 | 36 | +9  | 55 | Vào vòng play-off thăng hạng        |
| 4  | Hamburger SV             | 34 | 14 | 12 | 8  | 62 | 46 | +16 | 54 |                                     |
| 5  | Darmstadt 98             | 34 | 13 | 13 | 8  | 48 | 43 | +5  | 52 |                                     |
| 6  | Hannover 96              | 34 | 13 | 9  | 12 | 54 | 49 | +5  | 48 |                                     |
| 7  | Erzgebirge Aue           | 34 | 13 | 8  | 13 | 46 | 48 | −2  | 47 |                                     |
| 8  | VfL Bochum               | 34 | 11 | 13 | 10 | 53 | 51 | +2  | 46 |                                     |
| 9  | Greuther Fürth           | 34 | 11 | 11 | 12 | 46 | 45 | +1  | 44 |                                     |
| 10 | SV Sandhausen            | 34 | 10 | 13 | 11 | 43 | 45 | −2  | 43 |                                     |
| 11 | Holstein Kiel            | 34 | 11 | 10 | 13 | 53 | 56 | −3  | 43 |                                     |
| 12 | Jahn Regensburg          | 34 | 11 | 10 | 13 | 50 | 56 | −6  | 43 |                                     |
| 13 | VfL Osnabrück            | 34 | 9  | 13 | 12 | 46 | 48 | −2  | 40 |                                     |
| 14 | FC St. Pauli             | 34 | 9  | 12 | 13 | 41 | 50 | −9  | 39 |                                     |
| 15 | Karlsruher SC            | 34 | 8  | 13 | 13 | 45 | 56 | −11 | 37 |                                     |
| 16 | 1. FC Nürnberg (O)       | 34 | 8  | 13 | 13 | 45 | 58 | −13 | 37 | Vào vòng play-off xuống hạng        |
| 17 | Wehen Wiesbaden (R)      | 34 | 9  | 7  | 18 | 45 | 65 | −20 | 34 | Xuống hạng đến 3. Liga              |
| 18 | Dynamo Dresden (R)       | 34 | 8  | 8  | 18 | 32 | 58 | −26 | 32 | Xuống hạng đến 3. Liga              |

## Kết quả
| Nhà \ Khách       | AUE | BIE | BOC | DAR | DRE | FÜR | HAM | HAN | HEI | KAR | KIE | NÜR | OSN | REG | SAN | STP | STU | WIE |
| ----------------- | --- | --- | --- | --- | --- | --- | --- | --- | --- | --- | --- | --- | --- | --- | --- | --- | --- | --- |
| Erzgebirge Aue    | —   | 0–0 | 1–2 | 1–3 | 4–1 | 3–1 | 3–0 | 2–1 | 1–1 | 1–0 | 1–2 | 4–3 | 1–0 | 1–0 | 3–1 | 3–1 | 0–0 | 3–2 |
| Arminia Bielefeld | 3–1 | —   | 2–0 | 1–0 | 4–0 | 2–2 | 1–1 | 1–0 | 3–0 | 2–2 | 2–1 | 1–1 | 1–1 | 6–0 | 1–1 | 1–1 | 0–1 | 1–0 |
| VfL Bochum        | 2–0 | 3–3 | —   | 2–2 | 2–2 | 2–2 | 1–3 | 2–1 | 3–0 | 3–3 | 2–1 | 3–1 | 1–1 | 2–3 | 4–4 | 2–0 | 0–1 | 3–3 |
| Darmstadt 98      | 1–0 | 1–3 | 0–0 | —   | 0–0 | 1–1 | 2–2 | 3–2 | 2–0 | 1–1 | 2–0 | 3–3 | 2–2 | 2–2 | 1–0 | 4–0 | 1–1 | 3–1 |
| Dynamo Dresden    | 2–1 | 0–1 | 1–2 | 2–3 | —   | 1–1 | 0–1 | 0–2 | 2–1 | 1–0 | 1–2 | 0–1 | 2–2 | 2–1 | 1–1 | 3–3 | 0–2 | 1–0 |
| Greuther Fürth    | 0–2 | 2–4 | 3–1 | 3–1 | 2–0 | —   | 2–2 | 1–3 | 0–0 | 1–2 | 0–3 | 0–0 | 0–2 | 1–0 | 1–2 | 3–0 | 2–0 | 2–1 |
| Hamburger SV      | 4–0 | 0–0 | 1–0 | 1–1 | 2–1 | 2–0 | —   | 3–0 | 0–1 | 2–0 | 3–3 | 4–1 | 1–1 | 2–1 | 1–5 | 0–2 | 6–2 | 3–2 |
| Hannover 96       | 3–2 | 0–2 | 2–0 | 1–2 | 3–0 | 1–1 | 1–1 | —   | 2–1 | 1–1 | 3–1 | 0–4 | 0–0 | 1–1 | 1–1 | 4–0 | 2–2 | 2–2 |
| 1. FC Heidenheim  | 3–0 | 0–0 | 2–3 | 1–0 | 0–0 | 1–0 | 2–1 | 4–0 | —   | 3–1 | 3–0 | 2–2 | 3–1 | 4–1 | 0–2 | 1–0 | 2–2 | 1–0 |
| Karlsruher SC     | 1–1 | 3–3 | 0–0 | 2–0 | 4–2 | 1–5 | 2–4 | 3–3 | 1–1 | —   | 0–2 | 0–1 | 1–1 | 4–1 | 1–0 | 1–1 | 2–1 | 0–1 |
| Holstein Kiel     | 1–1 | 1–2 | 2–1 | 1–1 | 2–0 | 1–1 | 1–1 | 1–2 | 0–1 | 2–1 | —   | 1–1 | 2–4 | 1–2 | 1–1 | 2–1 | 3–2 | 1–2 |
| 1. FC Nürnberg    | 1–1 | 1–5 | 0–0 | 1–2 | 2–0 | 0–1 | 0–4 | 0–3 | 2–2 | 1–1 | 2–2 | —   | 1–0 | 1–1 | 2–0 | 1–1 | 0–6 | 0–2 |
| VfL Osnabrück     | 0–0 | 0–1 | 0–2 | 4–0 | 3–0 | 0–0 | 2–1 | 2–4 | 1–3 | 3–0 | 4–1 | 0–1 | —   | 2–2 | 1–3 | 1–1 | 1–0 | 2–6 |
| Jahn Regensburg   | 1–2 | 1–3 | 3–1 | 3–0 | 1–2 | 0–2 | 2–2 | 1–0 | 3–1 | 2–1 | 2–2 | 2–2 | 3–3 | —   | 1–0 | 1–0 | 2–3 | 1–0 |
| SV Sandhausen     | 2–2 | 0–0 | 1–1 | 1–0 | 0–1 | 3–2 | 1–1 | 3–1 | 0–1 | 0–2 | 2–2 | 3–2 | 0–1 | 0–0 | —   | 2–2 | 2–1 | 0–0 |
| FC St. Pauli      | 2–1 | 3–0 | 1–1 | 0–1 | 0–0 | 1–3 | 2–0 | 0–1 | 0–0 | 2–2 | 2–1 | 1–0 | 3–1 | 1–1 | 2–0 | —   | 1–1 | 3–1 |
| VfB Stuttgart     | 3–0 | 1–1 | 2–1 | 1–3 | 3–1 | 2–0 | 3–2 | 2–1 | 3–0 | 3–0 | 0–1 | 3–1 | 0–0 | 2–0 | 5–1 | 2–1 | —   | 1–2 |
| Wehen Wiesbaden   | 1–0 | 2–5 | 0–1 | 0–0 | 2–3 | 1–1 | 1–1 | 0–3 | 0–0 | 1–2 | 3–6 | 0–6 | 2–0 | 0–5 | 0–1 | 5–3 | 2–1 | —   |

## Vòng play-off lên hạng
Tất cả thời gian đều theo múi giờ CEST (UTC+2).

### Tổng quan
| Đội 1         | TTS     | Đội 2            | Lượt đi | Lượt về |
| ------------- | ------- | ---------------- | ------- | ------- |
| Werder Bremen | 2–2 (a) | 1. FC Heidenheim | 0–0     | 2–2     |

### Các trận đấu
| Werder Bremen | 0–0      | 1. FC Heidenheim |
| ------------- | -------- | ---------------- |
|               | Chi tiết |                  |

| 1. FC Heidenheim               | 2–2      | Werder Bremen                               |
| ------------------------------ | -------- | ------------------------------------------- |
| Kleindienst 85', 90+7' (ph.đ.) | Chi tiết | - Theuerkauf 3' (l.n.) - Augustinsson 90+4' |

Tổng tỷ số 2–2. Werder Bremen thắng nhờ bàn thắng sân khách, do đó cả hai câu lạc bộ ở lại hạng đấu tương ứng của họ.

## Vòng play-off xuống hạng
Tất cả thời gian đều theo múi giờ CEST (UTC+2).

### Sơ đồ
| Đội 1               | TTS     | Đội 2              | Lượt đi | Lượt về |
| ------------------- | ------- | ------------------ | ------- | ------- |
| 1. FC Nürnberg (2B) | 3–3 (a) | FC Ingolstadt (3L) | 2–0     | 1–3     |

### Các trận đấu
| 1. FC Nürnberg      | 2–0      | FC Ingolstadt |
| ------------------- | -------- | ------------- |
| Nürnberger 22', 45' | Chi tiết |               |

| FC Ingolstadt                             | 3–1      | 1. FC Nürnberg    |
| ----------------------------------------- | -------- | ----------------- |
| - Kutschke 53' - Schröck 62' - Krauße 66' | Chi tiết | Schleusener 90+6' |

Kết quả chung cuộc 3–3. 1. FC Nürnberg thắng theo luật bàn thắng sân khách, do đó cả 2 đội vẫn ở lại hạng đấu của mỗi đội vào mùa sau.

## Thống kê mùa giải

### Cầu thủ ghi bàn hàng đầu
| Thứ hạng | Cầu thủ                   | Câu lạc bộ        | Số bàn thắng |
| -------- | ------------------------- | ----------------- | ------------ |
| 1        | Fabian Klos               | Arminia Bielefeld | 21           |
| 2        | Manuel Schäffler          | Wehen Wiesbaden   | 19           |
| 3        | Philipp Hofmann           | Karlsruher SC     | 17           |
| 4        | Serdar Dursun             | Darmstadt 98      | 16           |
| 5        | Marvin Ducksch            | Hannover 96       | 15           |
| 6        | Kevin Behrens             | SV Sandhausen     | 14           |
| 6        | Nicolás González          | VfB Stuttgart     | 14           |
| 6        | Tim Kleindienst           | 1. FC Heidenheim  | 14           |
| 9        | Marcos Álvarez            | VfL Osnabrück     | 13           |
| 9        | Silvère Ganvoula M'boussy | VfL Bochum        | 13           |

### Cầu thủ kiến tạo hàng đầu
| Thứ hạng | Cầu thủ           | Câu lạc bộ        | Số kiến tạo |
| -------- | ----------------- | ----------------- | ----------- |
| 1        | Tim Leibold       | Hamburger SV      | 16          |
| 2        | Marcel Hartel     | Arminia Bielefeld | 14          |
| 3        | Marvin Wanitzek   | Karlsruher SC     | 12          |
| 4        | Fabian Klos       | Arminia Bielefeld | 11          |
| 4        | Johannes Geis     | 1. FC Nürnberg    | 11          |
| 6        | Danny Blum        | VfL Bochum        | 10          |
| 7        | Stefan Aigner     | Wehen Wiesbaden   | 9           |
| 7        | Florian Krüger    | Erzgebirge Aue    | 9           |
| 9        | Jonathan Clauss   | Arminia Bielefeld | 8           |
| 9        | Marvin Ducksch    | Hannover 96       | 8           |
| 9        | Philipp Hofmann   | Karlsruher SC     | 8           |
| 9        | Marc Heider       | VfL Osnabrück     | 8           |
| 9        | Silas Wamangituka | VfB Stuttgart     | 8           |